# Пучков, Анатолий Иванович
Анатолий Иванович Пучков (псевдоним А. Серебряный; 1894—1973) — поэт, партийный деятель пореволюционных лет.

## Биография
Родился в семье подпоручика 6-го пехотного Либавского полка, выходца из служилых дворовых людей Симбирской губернии; мать (урождённая Абрамович) — дочь надворного советника. Учился в Брестской мужской гимназии (1905—1911), по окончании поступил на математическое отделение физико-математического факультета Петербургского университета, перевёлся на историко-филологический факультет (1912), который так и не окончил (с перерывами учился до июля 1919 года, трижды увольнялся за «невзнос платы», дважды восстанавливался). Первую книгу «Стихотворения» (СПб., 1912). В 1913 года Пучков один из авторов альбома «Всёдурь. Рукавица современью» (СПб., 1912). В том же году организовал литературную группу «Чэмпионат поэтов», став ее «директором». В литературной платформе группы «Брешь в голову читателя», напечатанной в коллективном сборнике «Чэмпионат поэтов», отвергались установки и «хромоногих акмеистов», и футуристические поиски, хотя авторы сборника использовали футуристические приёмы, в том числе в области словотворчества (например, в строке «Дурак в клетку ехался лошадью» Соловьёва). В целом сборник демонстрировал желание «явить пример крайнего новаторства».
Пучков стремился публично закрепить свой «футуристический» имидж. Последний «футуристический» поэтический сборник «Последняя
Четверть Луны» (П., 1915) включает стихи на военную тему: «В бой», «Сверкнула на знамени Плевна»), «Лётчику», а также «Георгиевскому кавалеру. Н. Гумилёву».
Литературным современникам была неизвестна другая ипостась Пучкова — его подпольная работа (с 1912) в военно-боевой организации большевиков, где он «считался неплохим конспиратором». С марта 1917 года по начало 1918 года Пучков — член Комитета по организации и созыву Всероссийского союза деятелей искусств, один из организаторов левого блока этого союза. После Октябрьской революции (с декабря 1917 года) он занимает ряд крупных постов: к марту 1918 года — зам. председателя Петроградской продовольственной управы, в том же году назначен комиссаром снабжения Северной области, в 1919 году — зам. комиссара продовольствия Петрограда, в 1920 году — зам. председателя Петроградского единого потребительского общества. В подготовленном Пучковым для В. И. Ленина «Докладе о работе Академии наук в 1919 г.», он обосновывал (поименно) необходимость оказания продовольственной помощи учёным. На этом поприще в среде научной и творческой интеллигенции он приобрёл значительно бо́льшую известность, чем в свою бытность футуристом.
Литературным творчеством в 1920-е годы Пучков практически не занимался, в основном выступал в печати по вопросам распределения продовольствия,
выделения пайков. Удачная партийная и хозяйственная карьера была прервана исключением в 1926 году из рядов ВКП (б) за «бытовое разложение», после чего некоторое время Пучков занимался преподавательской работой, затем переехал в Москву, где с помощью друзей по партийной работе получил в 1933 году персональную пенсию по инвалидности (расстройство нервной системы). Жил в Подмосковье, изредка приезжая в Москву на литературные мероприятия.
Похоронен на Островецком кладбище (Раменский район Московской области).